# Lerarenregister
Het Lerarenregister was een Nederlandse databank waarin docenten in het basisonderwijs, voortgezet onderwijs, middelbaar beroepsonderwijs en speciaal onderwijs waren geregistreerd.
Met het bijhouden van activiteiten kunnen deze leraren aantonen dat ze zich blijven ontwikkelen. Vanaf 1 januari 2017 zal het register verplicht zijn.
In februari 2022 werd via een initiatiefwetsvoorstel besloten dat het lerarenregister per 24 januari 2024 werd afgeschaft.